# 小笠原政康
小笠原 政康（おがさわら まさやす）は、室町時代の武将、守護大名。信濃守護。小笠原長基の3男で長将、長秀の弟。宗康、光康の父。

## 生涯
小笠原氏は曾祖父貞宗が足利尊氏に仕えた功績で信濃守護を世襲したが、隠居した父の後を継いだ次兄長秀が国人衆の反感を買い、大塔合戦に敗れて応永8年（1401年）に信濃守護職を取り上げられ、信濃は一時斯波義将の支配に置かれた後、翌応永9年（1402年）には室町幕府の直轄領となった。 政康は嘉慶2年（1388年）に13歳で元服し、応永12年（1405年）に兄から家督と小笠原氏の所領を譲られた。
応永23年（1416年）に関東で発生した上杉禅秀の乱鎮定に駿河守護今川範政や越後守護上杉房方と共に出陣し、また応永30年（1423年）には鎌倉公方足利持氏と対立した京都扶持衆山入氏・小栗氏・真壁氏らを救援するため、幕府代官細川持有と共に常陸国に出陣するなど、足利将軍家に反抗的な関東足利氏への抑え役として4代将軍足利義持から重用され、応永32年（1425年）に信濃守護職に任命された。信濃の幕府直轄化は元々は守護による統治を嫌って幕府直臣化を望む信濃村上氏ら国人の動きに応えたものであったが、自立志向が強い彼らは幕府の命令にも従わず関東足利氏に通じて反抗することもあったため幕府にとって直轄支配のメリットがなかったこと、関東足利氏に対抗する軍事的再編の中で守護による軍事指揮権の再構築が図られたことによるとみられている。
正長元年（1428年）の正長の土一揆に対して上洛し一揆勢の鎮圧にあたった。また、この年に足利持氏が越後守護代長尾邦景や同国の国人を寝返らせようとして邦景から告発を受けると、政康を急遽帰国させて越後出陣の事態に備えさせている。
永享4年（1432年）には6代将軍足利義教の弓馬師範に推挙された（『林羅山撰 将軍家譜』）。永享8年（1436年）には持氏と通じた村上頼清と芦田氏討伐を果たし、義教から感状を授かった。村上氏は永享9年（1437年）に幕府に降伏し、小笠原氏の信濃支配は一応達成することになる。これに先立つ応永24年（1417年）、在京していた武田信元の甲斐帰還を手助け、守護代として跡部氏を派遣している。甲斐では持氏の支援を受けた国人・逸見有直が勢力を強めており、その対抗的意味があったと考えられている。
永享10年（1438年）の永享の乱では上野国に出陣し平井城に向けて北上する持氏方の軍勢を討ち破った。永享12年（1440年）の結城合戦にも信濃武士を統べて参戦しており、『結城陣番帳』にその諸将の名が見える。
嘉吉2年（1442年）、小県郡海野で死去。享年67。長男の宗康が後を継いだ。しかし、正式な譲状を作成しなかったことから、この継承に異論を挟む余地を生んだ。その後、嘉吉の乱で義教が赤松満祐に暗殺された後に畠山持国が台頭、甥で長兄長将の子の持長が持国の支持を背景に相続を主張、国人も2派に分かれて抗争、小笠原氏はお家騒動で混乱、信濃の支配に動揺をきたし漆田原の戦いを起こすことになった。
信濃の支配権確立にも取り組み、広沢寺や筑摩神社を開基した。